# Уранамі (1929)
Уранамі (Uranami, яп. 浦波) — ескадрений міноносець Імперського флоту Японії, який взяв участь у Другій світовій війні.
Корабель, який став десятим серед есмінців типу «Фубукі», спорудили у 1929 році на верфі Uraga Dock.
На момент вступу Японії до Другої світової війни «Уранамі» належав до 19-ї дивізії ескадрених міноносців, яка 26 листопада 1941-го прибула з Японії до порту Самах (острів Хайнань). 4 грудня «Уранамі» та ще 9 есмінців і легкий крейсер вийшли з Самаху, супроводжуючи 18 транспортів з військами для висадки на півострові Малакка. Через кілька діб на підході до півострова конвой розділився на 4 загони, які попрямували для висадки у Сурат-Тані і Патані, Сінгорі (всі — Сіам) та Кота-Бару (Британська Малая), при цьому «Уранамі» та ще 3 есмінці забезпечували висадку в останньому. Висадка успішно відбулась у ніч проти 8 грудня (тобто одночасно з нападом на Перл-Гарбор — але по другий бік лінії зміни дат), а невдовзі «Уранамі» прибув до бухти Камрань (центральна частина узбережжя В'єтнаму).
13 грудня 1941-го «Уранамі» та ще 10 есмінців вийшли з Камрані для супроводу Другого Малайського конвою, який 16 грудня розпочав розвантаження на півострові Малакка. 19 грудня він все ще прикривав транспорти, які перебували біля узбережжя Малакки, та разом з двома іншими есмінцями, «Югірі» і «Аянамі», взяв участь у полюванні на нідерландський підводний човен O 20, яке завершилось потопленням останнього. При цьому саме «Уранамі» провів заключний артилерійський обстріл субмарини, що мусила сплисти для підзарядки батарей, та узяв у полон 32 моряки з ворожого корабля.
16—19 січня 1942-го ескадра, до якої належав «Уранамі», виходила з Камрані для супроводу 5 важких та 3 легких крейсерів. Такі дії пояснювались отриманням японським командуванням хибних даних про прибуття до Сінгапуру чергового британського лінкора.
В останній декаді січня 1942-го японці організували проведення транспортів до Ендау на східному узбережжі півострова Малакка менш ніж за сотню кілометрів від головного ворожого бастіону в Сінгапурі). Для дистанційного прикриття операції виходило два загони важких крейсерів, зокрема «Уранамі» охороняв крейсери «Могамі» та «Мікума», які з 23 по 28 січня виходили з Камрані та патрулювали в районі Кап-Сен-Жак (наразі Вунгтау на півдні В'єтнаму). Втім, безпосереднє прикриття конвою саме відбило атаки авіації та невеликого загону із двох британських есмінців, так що втручання японських важких крейсерів не знадобилось.
Невдовзі «Уранамі» разом зі ще одним есмінцем та легким крейсером залучили до прикриття загону з 2 транспортів, які 30 січня 1942-го вийшли із Сайгону (наразі Хошимін на півдні В'єтнаму) та 2 лютого доправили японські війська на західне узбережжя острова Борнео в Ледо. «Аянамі» певний час перебував у районі висадки, а 9 лютого пройшов до островів Анамбас (дві з половиною сотні кілометрів на північний схід від Сінгапура), де була тимчасова передова база японського флоту.
Наступною операцією, до якої залучили «Уранамі», став десант на захід острова Ява. 24 лютого 1942-го з островів Анамбас вийшли з функцією дистанційного прикриття два загони крейсерів, причому «Уранамі» та ще один есмінець супроводжували «Кумано» та «Судзуя», які в яванській операції так і не вступили в бій (на відміну від другого крейсерського загону, що взяв участь у бою в Зондській протоці). 5 березня крейсери, які супроводжував «Уранамі», прибули до Сінгапура.
8 березня 1942-го «Уранамі» разом зі ще 5 есмінцями та 2 легкими крейсерами вийшли з Сінгапура як безпосередній ескорт 6 транспортів, що в ніч проти 12 березня безперешкодно висадили десант на півночі Суматри. Після цього есмінець прибув до Пенангу (західне узбережжя півострова Малакка).
20 березня 1942-го «Уранамі» та ще 6 есмінців та 2 легкі крейсери вийшли з Пенангу для супроводу 9 транспортів, що мали висадити десант на Андаманських островах. 23 березня відбулась висадка у Порт-Блер, яка не зустріла спротиву.
Невдовзі в Індійський океан вийшло японське ударне авіаносне з'єднання, яке попрямувало для удару по Цейлону, а для боротьби з судноплавством у Бенгальській затоці рушили легкий авіаносець та 5 важких крейсерів. Втім, «Уранамі» разом з більшою частиною своєї дивізії залишався в цей час на Андаманських островах і ніс тут патрульно-ескортну службу. 9 квітня авіаносці провели останній великий бій свого рейду, що завершило японський наступ у Південно-Східній Азії. Як наслідок, 13—22 квітня 1942-го «Уранамі» прямував звідси до Куре, де пройшов доковий ремонт.
Під час мідвейської операції «Уранамі» разом зі ще 7 есмінцями та легким крейсером охороняв загін адмірала Ямамото, головну силу якого становили 3 лінкори. Це з'єднання в підсумку так і не вступило в бій, оскільки прямувало на значній відстані за ударною авіаносною групою, яка 4 червня 1942-го зазнала катастрофічної поразки в битві при Мідвеї. 9 червня при поверненні до Японії «Уранамі» при зіткненні з есмінцем «Ізонамі» зазнав певних пошкоджень, його максимальна швидкість впала до 24 вузлів. 14 червня кораблі з'єднання прибули до Японії, після чого з 22 червня по 2 липня «Уранамі» пройшов у Куре доковий ремонт.
З 14 по 23 липня 1942-го «Уранамі» ескортував з Куре до Сінгапура переобладнаний легкий крейсер «Кійосумі-Мару». За кілька діб через Сінгапур пройшла ескадра, до якої належав «Уранамі», і есмінець разом з нею прибув 31 липня до південнобірманського Мергуй (наразі М'єй на східному узбережжі Андаманського моря), де збирались кораблі для нового рейду в Індійський океан. Втім, через тиждень союзники висадились на сході Соломонових островів, що започаткувало шестимісячну битву за Гуадалканал та змусило японське командування перекидати сюди підкріплення. Як наслідок, рейд до Індійського океану скасували і кораблі з Мергуй кількома загонами рушили до Океанії.
«Уранамі» разом зі ще одним есмінцем з 8 по 21 серпня 1942-го ескортував танкери «Ніппон-Мару» та «Кьокуто-Мару», які пройшли з Мергуй до нафтовидобувного району на сході Борнео, а потім прибули на атол Трук у центральній частині Каролінських островів (тут ще до війни створили потужну базу японського ВМФ, з якої до лютого 1944-го провадились операції в цілому ряді архіпелагів). 22 серпня танкери вийшли з Труку та попрямували для дозаправки сил флоту, які вийшли в район північніше від Соломонових островів у межах операції з проведення конвою з підкріпленнями на Гуадалканал. «Уранамі» й далі супроводжував їх разом з есмінцем «Мінегумо» (за іншими даними — був включений до охорони ударного авіаносного з'єднання адмірала Нагумо). 28 серпня танкери повернулись на Трук, а «Уранамі» прибув 29 серпня до Рабаула — головної передової бази в архіпелазі Бісмарка, з якої здійснювались операції на Соломонових островах та сході Нової Гвінеї.
30—31 серпня 1942-го «Уранамі» перейшов до якірної стоянки Шортленд — прикритої групою невеликих островів Шортленд акваторії біля південного завершення острова Бугенвіль, де зазвичай відстоювались легкі бойові кораблі та перевалювались вантажі для подальшої відправки далі на схід Соломонових островів. У наступні кілька тижнів «Уранамі» неодноразово — 1, 4, 11, 15 та 21 вересня — виходив для доправлення підкріплень на Гуадалканал при цьому під час виходу 4 вересня «Уранамі» діяв разом зі ще 5 есмінцями, які не лише доставили на острів тисячу бійців, але й потопили два американські швидкоплавні транспорти (колишні есмінці). Крім того, 8 та 18 вересня есмінець здійснив рейси для охорони інших кораблів, що виконували транспортну місію, а також надавав вогневу підтримку наземним військам: 6 вересня разом зі ще 3 есмінцями (первісно ціллю був ворожий конвой, проте виявити останній не вдалось і загін провів обстріл аеродрому Гендерсон-Філд); 13 вересня разом з кількома іншими есмінцями для підтримки наступу, відомого як битва за хребет Едсона.
Не припинялись транспортні рейси й наступного місяця, для чого «Уранамі» здійснив виходи 3, 6, 9, 17 та 19 жовтня 1942-го. 12 жовтня есмінець виходив з Шортленду для зустрічі гідроавіаносця «Ніссін», який повертався з рейсу до Гуадалканалу (завдяки своїй швидкості та розмірам гідроавіаносець годився для транспортування на острів важкого озброєння).
2 та 5 листопада 1942-го «Уранамі» здійснив чергові транспортні рейси до Гуадалканалу, а 6—9 листопада разом з двома іншими есмінцями супроводив легкий крейсер «Сендай» з Шортленда на Трук. На той час японське командування готувало проведення до Гуадалканалу великого конвою з підкріпленнями, що в підсумку вилилось у вирішальну битву надводних кораблів біля острова. Приведений «Сендай» з Шортленду загін, а також ще 3 есмінці утворили охорону з'єднання, основну силу якого становили авіаносець, 2 лінкори та 3 важкі крейсери. Воно мало прикривати загін адмірала Абе, який напередодні підходу транспортів мав провести артилерійський обстріл аеродрому Гендерсон-Філд (за місяць до того така операція відбулась доволі вдало). У ніч проти 13 листопада біля Гуадалканалу загін Абе перестріло американське з'єднання із крейсерів та есмінців, яке зазнало значних втрат, проте зірвало обстріл аеродрому. Як наслідок, «Уранамі» та ряд інших кораблів (включаючи 2 важкі крейсери) передали для формування нового загону, що мав все-таки провести бомбардування аеродрому в ніч проти 15 листопада. Цього разу операцію зірвало американське з'єднання, головну силу якого становили два лінкори. «Уранамі» взяв участь у бою та вцілів, при цьому він зняв екіпаж із важко пошкодженого есмінця «Аянамі» та добив останній торпедами (у підсумку японці зазнали поразки і втратили вже другий лінкор за кілька діб — перша втрата прийшлась на загін Абе). 18 листопада «Уранамі» повернувся на Трук.
Майже два місяці «Уранамі» ніс патрульно-ескортну службу в районі головної японської бази у Океанії, а 14—20 січня 1943-го разом зі ще одним есмінцем супроводжував ескортний авіаносець «Чуйо» з Труку до Йокосуки. Тут сам «Уранамі» пройшов доковий ремонт, а 7—12 лютого загін у тому ж складі пройшов з Йокосуки на Трук (можливо відзначити, що ескортні авіаносці регулярно курсували за таким маршрутом, доправляючи нові літаки на віддалену від Японії базу).
13—17 лютого 1943-го «Уранамі» ескортував конвой з Труку до Рабаула, а 21—24 лютого виконав рейс до Мадангу (організована в грудні 1942-го японська база на північно-східному узбережжі Нової Гвінеї) та назад із транспортною місією. Невдовзі «Уранамі» залучили до великої конвойної операції з доставки підкріплень та припасів на Нову Гвінею для гарнізону Лае (у глибині затоки Хуон). 28 лютого конвой полишив Рабаул та попрямував на захід, а в період з 1 по 4 березня був повністю розгромлений ворожою авіацією в битві у морі Бісмарка. «Уранамі», якому вдалось вийти з цих подій без пошкоджень, взяв участь у порятунку людей з потоплених кораблів та доставці їх до Рабаула. З 7 по 10 березня «Уранамі» разом зі ще щонайменше одним есмінцем здійснив транспортний рейс через Шортленд до Коломбангари (в архіпелазі Нью-Джорджія в центральній частині Соломонових островів) та назад.
Невдовзі «Уранамі» перенацілили для дій у Південно-Східній Азії. 11—19 березня 1943-го есмінець пройшов з Рабаула до Сурабаї (на сході острова Ява), звідки 22—30 березня ескортував конвой до Соронга (північно-західне завершення Нової Гвінеї). 2 квітня «Уранамі» був уже біля Макассару (південно-західний півострів острова Целебес), де наскочив на риф, після чого до початку серпня проходив у Сурабаї ремонт.
Не пізніше вересня 1943-го «Уранамі» відновив патрульно-ескортну службу в Південно-Східній Азії. У цей період він неодноразово супроводжував крейсери, які японці стали активно використовувати для транспортних місій. Так, 3 січня 1944-го «Уранамі» вийшов з Сінгапура разом з 2 важкими та 1 легким крейсером. 6—7 січня загін побував у південнобірманському порту Мергуй (наразі М'єй на східному узбережжі Андаманського моря), а 8 січня вже був південніше в Пенанзі. Важкі крейсери продовжили шлях у Сінгапур, тоді як «Уранамі» та легкий крейсер «Кума» залишились на цій базі, де останній мав взяти участь у тренуваннях літаків-торпедоносців. 11 січня під час одного з тренувальних виходів ворожий підводний човен потопив «Кума», після чого «Уранамі» провадив порятунок вцілілих.
30—31 січня 1944-го «Уранамі» виходив з Сінгапуру для допомоги легкому крейсеру «Кіну», який вів на буксирі ще один корабель того ж класу «Кітакамі» (був пошкоджений підводним човном при поверненні з транспортного рейсу на Андаманські острови).
27 лютого 1944-го «Уранамі» разом зі ще 2 есмінцями та 2 легкими крейсерами вийшов із Сінгапура, щоб ескортувати 3 важкі крейсери, які вирушили в рейд до Індійського океану для дій на комунікації між Аденом та австралійським Фрімантлом. 1 березня загін пройшов через Зондську протоку між Суматрою та Явою, після чого важкі крейсери самостійно попрямували у відкритий океан. Ескорт повернувся до Індонезії, де есмінці очікували повернення рейдерів на якірній стоянці острова Бангка (лежить біля північно-східного узбережжя Суматри). Хоча прохід 1 березня через Зондську протоку виявився непоміченим союзниками, останні на основі непрямих свідчень припустили, що якісь японські кораблі вийшли для дій у океані. Як наслідок, за кілька днів видали наказ всім суднам у районі можливого японського рейду змістити маршрути на південь і захід, так що в підсумку важким крейсерам вдалось потопити лише один транспорт. 15 березня «Уранамі» разом зі ще 4 есмінцями та 2 легкими крейсерами зустріли та провели важкі крейсери через Зондську протоку, а потім ескортували їх через Батавію (наразі Джакарта) до Сінгапура.
2 квітня 1944-го «Уранамі» та ще 2 есмінці почали супроводжувати загін із 1 важкого та 2 легких крейсерів, який рушив із Сінгапуру для перевезення боєприпасів. 4 квітня вони прибули до Балікпапану (центру нафтової промисловості на сході острова Борнео), звідки «Уранамі» ескортував легкий крейсер «Кіну» до Давао (на південному узбережжі філіппінського острова Мінданао). З 13 квітня по 1 травня «Уранамі» супроводжував зазначений крейсер у великому рейсі, під час якого вони відвідали Сайпан на Маріанських островах, Палау (на заході Каролінських островів), Токобає (на східному узбережжі острова Целебес, де «Кіну» висадив доправлених з Сайпану бійців) та завершили похід у Таракані (ще один центр нафтовидобувної промисловості на сході Борнео).
З 5 по 29 травня 1944-го «Уранамі» ескортував танкерний конвой з Борнео до Палау, а 31 травня — 1 червня пройшов до Давао, щоб взяти участь у операції з доставки підкріплень на острів Біак (біля північно-західного узбережжі Нової Гвінеї). 2 червня «Уранамі» разом зі ще 2 есмінцями вийшов для супроводу важкого та легкого крейсерів у транспортному рейсі до Біаку. Втім, невдовзі операцію скасували через втрату раптовості. Великі кораблі попрямували назад до Давао, а «Уранамі» 4 червня прибув до Соронгу (північно-західне завершення півострова Чендравасіх, за чотри з половиною сотні кілометрів на захід від Біаку). 8 червня 1944-го «Уранамі» знову вийшов до Біаку. Втім, його загону не вдалось досягнути мети через сутичку з ворожим з'єднанням крейсерів та есмінців, а також дії авіації (остання потопила есмінець «Харусаме»). У підсумку «Уранамі» 11 червня прибув на острів Бачан (біля південно-західного завершення значно більшого острова Хальмахера), де зібралось кілька японських загонів, які сформували значне угруповання для операції з допомоги Біаку.
Втім, 12 червня 1944-го американці розпочали атаку на Маріанські острови, які розглядались японським командуванням як складова частина основного оборонного периметра імперії. Головні сили японського флоту вийшли для контратаки, після чого більшість кораблів з Бачану рушила 13 червня для з'єднання з ними. Водночас «Уранамі» залишили для ескортування важкого та легкого крейсерів, які 14 числа вирушили до якірної стоянки Багка (біля північно-східного півострова острова Целебес), потім відвідали Макассар, а 2 липня прибули до Сінгапуру.
До 4 серпня 1944-го «Уранамі» проходив у Сінгапурі ремонт, під час якого, зокрема, була демонтована одна установка головного калібру, на місці якої розмістили дві строєні установки 25-мм зенітних автоматів.
З 7 серпня 1944-го «Уранамі» супроводжував легкий крейсер у транспортному рейсі з якірної стоянки Лінгга через Бруней до Маніли. Потім «Уранамі» самостійно перейшов до Себу (острів у центральній частині Філіппінського архіпелагу), звідки з 19 по 21 серпня виходив для пошуків членів екіпажу легкого крейсера «Наторі», який був потоплений підводним човном у Філіппінському морі. Втім, відшукати когось йому не вдалось (більша частина вцілілих з «Наторі» зможе добратись на рятувальних човнах до Мінданао, а меншу — після кількох тижнів перебування в морі підберуть американці). 24—27 серпня «Уранамі» пройшов з Себу до Сінгапуру.
18 жовтня 1944-го головні сили японського флоту полишили Лінгга для підготовки до протидії неминучій ворожій атаці на Філіппіни. Вони пройшли через Бруней, після чого розділились. «Уранамі» не взяв участі в головній атаці, а був виділений для доставки підкріплень на острів Лейте, на який висадились союзники. 21 жовтня «Уранамі» вийшов з Брунею до Маніли разом з важким крейсером «Аоба» та легким крейсером «Кіну». 23 числа за сотню кілометрів від входу до Манільської бухти підводний човен торпедував «Аоба», після чого «Кіну» привів його 24 жовтня в Манілу на буксирі. Під час короткого перебування у Манілі «Уранамі» зазнав певних пошкоджень внаслідок обстрілу з літаків, так що максимальна швидкість корабля впала до 28 вузлів.
Того ж 24 жовтня 1944-го «Уранамі» та «Кіну» вирушили до Кагаяну на острові Мінданао, де мали прийняти війська для перевезення. На переході їх атакували літаки з авіаносців «Ессекс» та «Лексінгтон», і хоча самі кораблі зазнали легких пошкоджень, унаслідок обстрілу на «Уранамі» загинуло 25 моряків. 25 жовтня загін прибув у Кагаян, де «Уранамі» прийняв півтори сотні бійців, і тієї ж доби рушив далі. Вранці 26 жовтня у протоці Джінтото (між островами Панай та Масбате, веде з моря Сібуян до моря Вісаян) кораблі атакувала майже сотня літаків. «Уранамі» уразили двома бомбами та кількома ракетами і він затонув, загинуло 103 члени екіпажу. За кілька годин по тому до місця бою прибули швидкохідні транспорти, які рушили з Кагаяну до Лейте дещо раніше за загін «Уранамі», а тепер на зворотному шляху провели порятунок вцілілих (також вони зняли більшість людей з «Кіну», який невдовзі затонув).